# Rock Goes to College (Bruford)
Rock Goes to College è un album dal vivo del gruppo fusion britannico Bruford, registrato nel 1979 dalla BBC e pubblicato nel 2007 dall'etichetta discografica Winterfold fondata da Bill Bruford, all'epoca della registrazione batterista, bandleader e produttore della band.

## Descrizione
L'album documenta un'esibizione dal vivo di circa quaranta minuti che il gruppo tenne presso il Politecnico di Oxford (poi divenuto Oxford Brookes University) appositamente per il programma televisivo della BBC Rock Goes to College, incentrato su concerti rock filmati nel circuito universitario britannico. La puntata in questione fu registrata il 7 marzo 1979 e andò in onda dieci giorni dopo. Il disco è tratto direttamente dall'audio della trasmissione tv che fra l'altro incominciò circa un minuto dopo l'attacco del brano Sample and Hold, la cui sezione iniziale è andata perciò perduta assieme alle relative immagini.
Il video integrale della puntata era uscito in DVD su licenza della BBC nel 2006, sempre a cura della Winterfold; si tratta del debutto assoluto dal vivo della formazione comprendente sia il chitarrista Allan Holdsworth che Jeff Berlin al basso e ne è anche l'unico documento filmato ufficiale, dato che Holdsworth avrebbe lasciato la band tre mesi dopo e l'unica esibizione della band fino a quel momento risale al febbraio del 1978, all'interno del programma The Old Grey Whistle Test, ma in tale occasione Berlin si trovava negli Stati Uniti e fu rimpiazzato da Neil Murray, ex bassista dei National Health.
Sia album che DVD contengono otto brani: quattro provengono dal primo lavoro del gruppo Feels Good to Me (1978), con la cantante Annette Peacock ospite in Back to the Beginning e Adios a la Pasada (Goodbye to the Past); gli altri quattro dal successivo One of a Kind (1979), finito di registrare un mese prima e non ancora pubblicato all'epoca della messa in onda del programma.
Fin dalla prima edizione, dall'album fu stralciata la presentazione a cura del disc jockey Pete Drummond il quale si prestò anche a una gag in cui riceveva una torta in faccia da studenti dell'OxPol; la sequenza in questione è invece presente nel DVD tra i brani Sample and Hold e Belzeebub.
Nel 2009 e nel 2013 la Winterfold curò anche due edizioni in vinile dell'album, entrambe con i brani in un ordine differente adattato alle esigenze di minutaggio del formato. Nel 2020 furono ristampati anche il CD e il DVD, appaiati in un'unica confezione e con una nuova grafica, ma senza modifiche o aggiunte nel contenuto rispetto alle edizioni precedenti.

## Tracce
Testi e musiche di Bill Bruford, eccetto dove indicato.

### CD / DVD(2006-2007, 2020)
1. Sample and Hold (strumentale, incompleta) – 4:46 (musica: Bruford, Dave Stewart)
2. Beelzebub (strumentale) – 3:37
3. The Sahara of Snow (Part One) (strumentale) – 3:27
4. The Sahara of Snow (Part Two) (strumentale) – 3:43 (musica: Bruford, Eddie Jobson)
5. Forever Until Sunday (strumentale) – 6:50
6. Back to the Beginning (feat. Annette Peacock) – 6:20
7. Adios a la Pasada (Goodbye to the Past) (feat. Annette Peacock) – 7:32 (testo: Bruford, Peacock)
8. 5G (strumentale) – 5:17 (musica: Jeff Berlin, Bruford, Stewart)

### LP(2009, 2013)
Lato A
1. The Sahara of Snow (Part One) (strumentale) – 3:27
2. The Sahara of Snow (Part Two) (strumentale) – 3:43 (musica: Bruford, Jobson)
3. Forever Until Sunday (strumentale) – 6:50
4. Back to the Beginning (feat. Annette Peacock) – 6:20

Lato B
1. Sample and Hold (strumentale, incompleta) – 4:46 (musica: Bruford, Stewart)
2. Beelzebub (strumentale) – 3:37
3. Adios a la Pasada (Goodbye to the Past) (feat. Annette Peacock) – 7:32 (testo: Bruford, Peacock)
4. 5G (strumentale) – 5:17 (musica: Berlin, Bruford, Stewart)

Nota: i minutaggi indicati sono quelli di CD e LP; sul DVD, ad ogni modo, le differenze (minime) non riguardano la musica ma solo applausi o presentazioni tra un brano e l'altro.

## Formazione
- Jeff Berlin – basso elettrico
- Bill Bruford – batteria, percussioni
- Allan Holdsworth – chitarra elettrica
- Annette Peacock – voce (CD / DVD – tracce: 6-7; LP – tracce: A4-B3)
- Dave Stewart – piano elettrico, organo Hammond, sintetizzatore